# Phytomyza ringdahli
Phytomyza ringdahli är en tvåvingeart som beskrevs av Ryden 1937. Phytomyza ringdahli ingår i släktet Phytomyza och familjen minerarflugor.
Artens utbredningsområde är Sverige. Arten är reproducerande i Sverige. Inga underarter finns listade i Catalogue of Life.